# Vasko Gjurčinovski

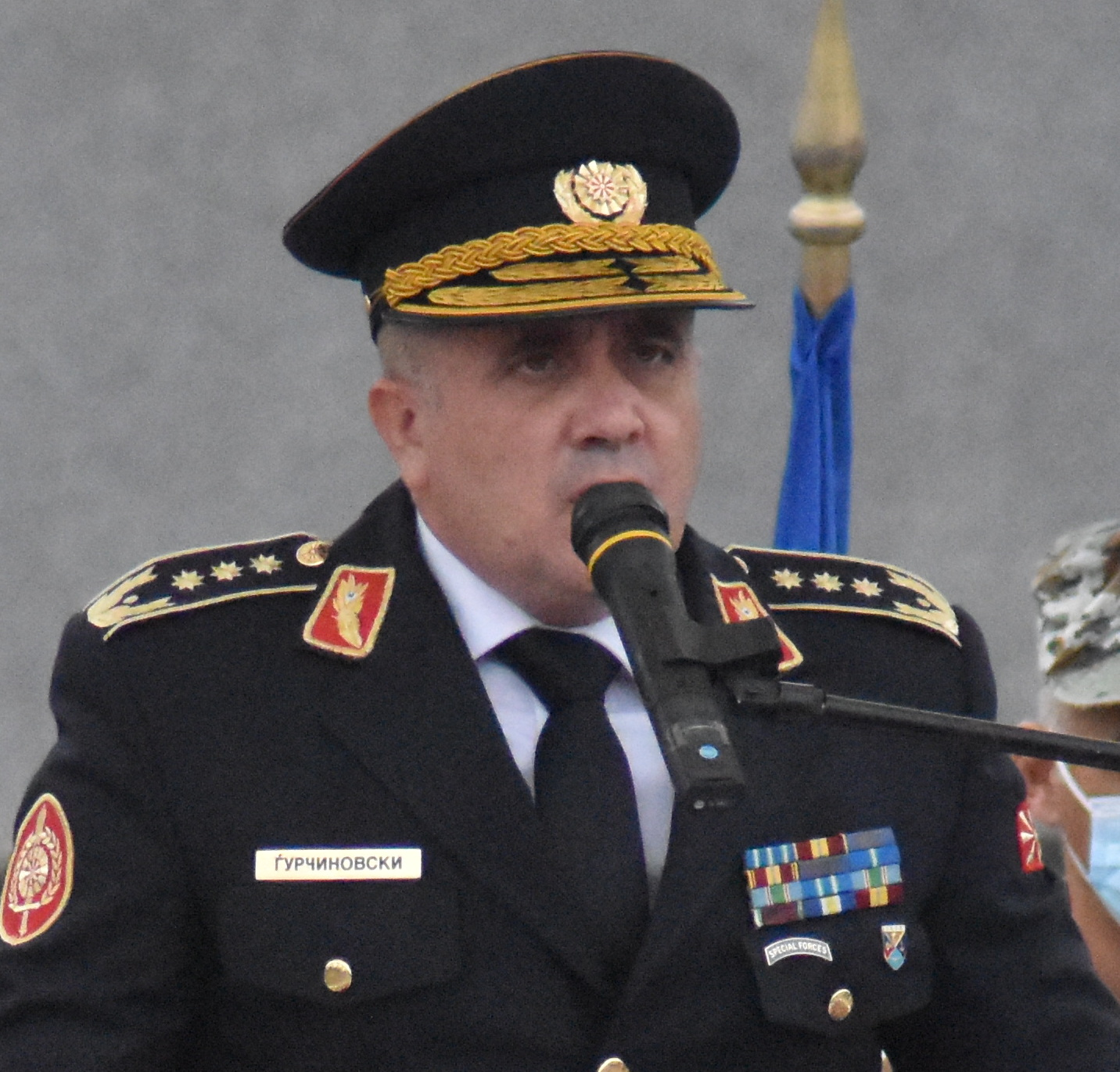
Vasko Gjurčinovski (2020)

Vasko Gjurčinovski (mazedonisch Васко Ѓурчиновски; * 11. Juni 1970 in Tetovo) ist ein Offizier der Streitkräfte Nordmazedoniens und war von 2018 bis 2024 deren Befehlshaber.

## Leben
Geboren in Tetovo im heutigen Nordmazedonien, besuchte Gjurčinovski Militärschulen und -akademien in Sarajevo und Belgrad. Sein Studium schloss er 1991, in der Phase des Zerfalls der Republik Jugoslawien, ab. Nach kurzer Zeit in der Jugoslawische Volksarmee setze er seinen Dienst 1992 bei den neu gegründeten Streitkräften Mazedoniens fort.
Von 2011 bis 2013 war er Adjutant von Präsident Gjorge Ivanov. Von 2016 bis 2018 war er Vertreter der Mazedonischen Streitkräfte bei der NATO. 
Im Jahr 2018 wurde Gjurčinovski zum militärischen Befehlshaber der Mazedonischen Streitkräfte ernannt. Im folgenden Jahr wurde er zum Generalleutnant befördert. Im Jahr 2024 wurde er von Sashko Lafchiski abgelöst.